# プリキュアカラフルコレクション
プリキュアカラフルコレクションは、2014年12月17日にマーベラスから発売された、東映アニメーション製作のテレビアニメシリーズ『プリキュアシリーズ』のキャラクターソングを収録したコンピレーション・アルバムのシリーズ。

## 概要
『プリキュアシリーズ』放送開始10周年を記念し、『ふたりはプリキュア』から『ハピネスチャージプリキュア!』までの11作のボーカルアルバム等に収録されたキャラクターソングを各キャラクターのイメージカラー（ピンク、黄・緑、青・紫、赤・白）別にまとめて収録している。各色毎にCD2枚組で楽曲が収録されている。ジャケットイラストはエンディング映像で用いられている3DCGで新たに描き下ろしたものを使用している。

## ラブリー♥ピンク
歴代のピンク系プリキュア（キュアブラック（美墨なぎさ）・キュアブルーム（日向咲）・キュアドリーム（夢原のぞみ）・キュアピーチ（桃園ラブ）・キュアブロッサム（花咲つぼみ）・キュアメロディ（北条響）・キュアハッピー（星空みゆき）・キュアハート（相田マナ）・キュアラブリー（愛乃めぐみ））のキャラクターソングを収録している。

### Disc1（ピンク）
1. 光になりたい〜like a diamonds〜
歌：美墨なぎさ（CV：本名陽子）
作詞：青木久美子、作曲：野中"まさ"雄一、編曲：上杉洋史
2. ジェットコースターなM☆M
歌：なぎさ&ほのか（CV：本名陽子&ゆかな）
作詞：青木久美子、作曲・編曲：佐藤直紀
3. ココロハシッテイル。
歌：美墨なぎさ/キュアブラック（CV：本名陽子）
作詞：青木久美子、作曲：前田克樹、編曲：川本盛文
4. delight万歳!!
歌：美墨なぎさ（CV：本名陽子）
作詞：青木久美子、作曲：小杉保夫、編曲：大石憲一郎
5. 同じ夢見て〜SET ME FREE〜
歌：なぎさ&ほのか（CV：本名陽子&ゆかな）
作詞・作曲：松浦有希、編曲：山中紀昌
6. 信じる力で勇気100倍!!
歌：美墨なぎさ（CV：本名陽子）
作詞：本名陽子、作曲：小杉保夫、編曲：大石憲一郎
7. チャレンジ☆チェンジ
歌：五條真由美 with なぎさ&ほのか（CV：本名陽子&ゆかな）
作詞：青木久美子、作曲：池田森、編曲：樫原伸彦
8. DANZEN! ふたりはプリキュア〜Nagi-nagi&Hono-hono Version〜
歌：美墨なぎさ/キュアブラック（CV：本名陽子）&雪城ほのか/キュアホワイト（CV：ゆかな）
作詞：青木久美子、作曲：小杉保夫、編曲：佐藤直紀
9. 海が見えたら
歌：日向咲（CV：樹元オリエ）
作詞：青木久美子、作曲：佐藤和郎、編曲：神津裕之
10. ガンバランスdeダンス〜咲&舞 version〜
歌：咲（CV：樹元オリエ）&舞（CV：榎本温子）
作詞：青木久美子、作曲：小杉保夫、編曲：家原正樹
11. 海に月、心に光、キラキラと。
歌：日向咲（CV：樹元オリエ）
作詞：青木久美子、作曲：高取ヒデアキ、編曲：大石憲一郎
12. Pa!っとハレバレじゃん♪
歌：日向咲/キュアブルーム&美翔舞/キュアイーグレット（CV：樹元オリエ&榎本温子）&うちやえゆか&五條真由美
作詞：青木久美子、作曲：高取ヒデアキ、編曲：籠島裕昌・川瀬智
13. もん!太陽ドリーム
歌：夢原のぞみ/キュアドリーム（CV：三瓶由布子）
作詞：只野菜摘、作曲・編曲：岩切芳郎
14. リング・りん・リンク
歌：夢原のぞみ（CV：三瓶由布子） with 夏木りん（CV：竹内順子）
作詞：只野菜摘、作曲・編曲：岩切芳郎
15. プリキュア5、スマイル go go! （ぷりきゅあ5 Ver.）
歌：ぷりきゅあ5（三瓶由布子、竹内順子、伊瀬茉莉也、永野愛、前田愛）
作詞：只野菜摘、作曲：岩切芳郎、編曲：家原正樹
16. オッケー・バトン
歌：夢原のぞみ（CV：三瓶由布子）
作詞：只野菜摘、作曲：浅田直、編曲：池田森
17. 1,2,シュート! 〜Five Explosion〜
歌：夢原のぞみ（CV：三瓶由布子）&ぷりきゅあ5
作詞：只野菜摘、作曲：高取ヒデアキ、編曲：籠島裕昌

### Disc2（ピンク）
1. ハッピーカムカム
歌：キュアピーチ/桃園ラブ（CV：沖佳苗）
作詞：只野菜摘、作曲・編曲：Funta7
2. lalala Shangri-la（桃♡源郷）
歌：キュアピーチ（CV：沖佳苗）
作詞：只野菜摘、作曲：Funta3、編曲：Funta7
3. プリキュア☆ハッピー☆クリスマス
歌：キュアピーチ（CV：沖佳苗） with ヤング・フレッシュ
作詞：六ツ見純代、作曲：ジェームズ・ピアポント、編曲：梅堀淳
4. つ.ぼ.み〜Future Flower〜
歌：キュアブロッサム/花咲つぼみ（CV：水樹奈々）
作詞：六ツ見純代、作曲：高梨康治、編曲：水谷広実
5. OPEN THE WORLD
歌：花咲つぼみ/キュアブロッサム（CV：水樹奈々）
作詞：青木久美子、作曲：高取ヒデアキ、編曲：籠島裕昌
6. Flower Message
歌：キュアブロッサム（CV：水樹奈々）
作詞：六ツ見純代、作曲：marhy、編曲：籠島裕昌
7. 約束のメロディ
歌：キュアメロディ（CV：小清水亜美）&キュアリズム（CV：折笠富美子）&キュアビート（CV：豊口めぐみ）
作詞：Funta3、作曲・編曲：Funta7
8. Sm!le L!Nk
歌：北条響/キュアメロディ（CV：小清水亜美）
作詞：青木久美子、作曲：UZA、編曲：梅堀淳
9. Girls never give up life
歌：キュアメロディ（CV：小清水亜美）
作詞：青木久美子、作曲・編曲：藤澤健至
10. ハッピー☆ソング
歌：キュアハッピー/星空みゆき（CV：福圓美里）
作詞：実ノ里、作曲・編曲：斎藤悠弥
11. 最高のスマイル
歌：キュアハッピー（CV：福圓美里）&キュアサニー（CV：田野アサミ）&キュアピース（CV：金元寿子）&キュアマーチ（CV：井上麻里奈）&キュアビューティ（CV：西村ちなみ）
作詞：Funta3、作曲・編曲：Funta7
12. きらきら
歌：キュアハッピー（CV：福圓美里）
作詞：実ノ里、作曲：小内喜文、編曲：大久保薫
13. Heart style
歌：キュアハート（CV：生天目仁美）
作詞：青木久美子、作曲：浅田直、編曲：水島康貴
14. 夏の流星群
歌：相田マナ（CV：生天目仁美）&菱川六花（CV：寿美菜子）
作詞：青木久美子、作曲：林ももこ、編曲：安保一平
15. 一番星
歌：キュアハート（CV：生天目仁美）
作詞：Funta3、作曲・編曲：Funta7
16. ドデカ・ラブ
歌：キュアラブリー（CV：中島愛）
作詞：只野菜摘、作曲・編曲：Orito

## キラキラ☆シトラス
歴代の黄・緑系プリキュア（シャイニールミナス（九条ひかり）・キュアレモネード（春日野うらら）・キュアミント（秋元こまち）・キュアパイン（山吹祈里）・キュアサンシャイン（明堂院いつき）・キュアミューズ（調辺アコ）・キュアピース（黄瀬やよい）・キュアマーチ（緑川なお）・キュアロゼッタ（四葉ありす）・キュアハニー（大森ゆうこ））のキャラクターソングを収録している。

### Disc1（シトラス）
1. わたしは光
歌：シャイニールミナス/九条ひかり（CV：田中理恵）
作詞：青木久美子、作曲：小杉保夫、編曲：大石憲一郎
2. Sunset☆realise
歌：九条ひかり（CV：田中理恵）
作詞：青木久美子、作曲：吉山隆之、編曲：川本盛文
3. 〜To be continued〜
歌：九条ひかり（CV：田中理恵）
作詞：青木久美子、作曲：mayu、編曲：樫原伸彦
4. 夢みる女の子
歌：春日野うらら（CV：伊瀬茉莉也）
作詞：青木久美子、作曲・編曲：鶴田勇気
5. ツイン・テールの魔法〜扉をあけはなして〜
歌：春日野うらら（CV：伊瀬茉莉也）
作詞：只野菜摘、作曲：前田克樹、編曲：籠島裕昌
6. とびっきり! 勇気の扉
歌：春日野うらら/キュアレモネード（CV：伊瀬茉莉也）
作詞：只野菜摘、作曲：高取ヒデアキ、編曲：籠島裕昌
7. グリーン・ノート
歌：秋元こまち/キュアミント（CV：永野愛）
作詞：只野菜摘、作曲：吉山隆之、編曲：神津裕之
8. 信頼
歌：秋元こまち（CV：永野愛）
作詞：青木久美子、作曲：浅田直、編曲：大石憲一郎
9. そして、世界は拡がっていく
歌：秋元こまち&水無月かれん（CV：永野愛&前田愛）
作詞：青木久美子、作曲：mayu、編曲：大石憲一郎
10. heart dictionary
歌：キュアパイン（CV：中川亜紀子）
作詞：只野菜摘、作曲・編曲：Funta7
11. no believe, no life
歌：キュアパイン（CV：中川亜紀子）
作詞：只野菜摘、作曲・編曲：Funta7
12. ハピネス☆Wonder land 〜笑顔のおくりもの〜
歌：キュアフレッシュ!&M*cube（沖佳苗、喜多村英梨、中川亜紀子、小松由佳、工藤真由、茂家瑞季、林桃子）
作詞：六ツ見純代、作曲：高取ヒデアキ、編曲：籠島裕昌
13. GOLD〜ココロの光〜
歌：明堂院いつき/キュアサンシャイン（CV：桑島法子）
作詞：青木久美子、作曲・編曲：笹本安詞
14. こころの花
歌：つぼみ&えりか&いつき（CV：水樹奈々&水沢史絵&桑島法子）
作詞：Funta3、作曲・編曲：Funta7
15. Power of Shine
歌：明堂院いつき/キュアサンシャイン（CV：桑島法子）
作詞：六ツ見純代、作曲：高梨康治、編曲：藤澤健至
16. 太陽のシンフォニー
歌：明堂院いつき/キュアサンシャイン（CV：桑島法子）
作詞：六ツ見純代、作曲：UZA、編曲：Star☆Pops

### Disc2（シトラス）
1. 夢の扉
歌：キュアメロディ（CV：小清水亜美）&キュアリズム（CV：折笠富美子）&キュアビート（CV：豊口めぐみ）&キュアミューズ（CV：大久保瑠美）
作詞：Funta3、作曲・編曲：Funta7
2. Overture＜友情序曲＞
歌：キュアミューズ（CV：大久保瑠美）
作詞：六ツ見純代、作曲：UZA、編曲：笹本安詞
3. 100%ヒーロー
歌：キュアピース/黄瀬やよい（CV：金元寿子）
作詞：実ノ里、作曲・編曲：橋本由香利
4. ピースフルデイズ♪
歌：キュアピース（CV：金元寿子）
作詞・作曲・編曲：塚本けむ
5. 虹色エブリデイ
歌：黄瀬やよい&緑川なお&青木れいか（CV：金元寿子&井上麻里奈&西村ちなみ）
作詞：実ノ里、作曲：Loop-K、編曲：菊谷知樹
6. いつも笑顔で
歌：キュアマーチ/緑川なお（CV：井上麻里奈）
作詞：瀬名恵、作曲：高木洋、スワベック・コバレフスキ、編曲：高木洋
7. SMILE FOREVER
歌：キュアマーチ（CV：井上麻里奈）
作詞：青木久美子、作曲・編曲：山口朗彦
8. CLOVER〜オトメの祈り〜
歌：キュアロゼッタ（CV：渕上舞）
作詞：青木久美子、作曲：小杉保夫、編曲：前田克樹
9. 大切なタカラモノ
歌：キュアロゼッタ（CV：渕上舞）
作詞：実ノ里、作曲・編曲：堀江晶太
10. 幸せの合い言葉　〜Yes!ハピネスチャージ!〜
歌：ハピネスチャージプリキュア!（CV：中島愛、潘めぐみ、北川里奈、戸松遥）
作詞：Funta3、作曲・編曲：Funta7
11. しあわせごはん愛のうた
歌：キュアハニー（CV：北川里奈）
作詞：六ツ見純代、作曲・編曲：高木洋

## トゥインクル♦ブルー
歴代の青・紫系プリキュア（キュアアクア（水無月かれん）・ミルキィローズ（美々野くるみ）・キュアベリー（蒼乃美希）・キュアマリン（来海えりか）・キュアムーンライト（月影ゆり）・キュアビート（黒川エレン）・キュアビューティ（青木れいか）・キュアダイヤモンド（菱川六花）・キュアソード（剣崎真琴）・キュアプリンセス（白雪ひめ）・キュアフォーチュン（氷川いおな））のキャラクターソングを収録している。

### Disc1（ブルー）
1. Heavenly Blue
歌：水無月かれん（CV：前田愛）
作詞：青木久美子、作曲：mayu、編曲：大石憲一郎
2. きっと大丈夫
歌：水無月かれん（CV：前田愛）
作詞：只野菜摘、作曲：前田克樹、編曲：神津裕之
3. メタモルフォーゼ〜青春乙女LOVE&DREAM〜
歌：ぷりきゅあ5（三瓶由布子、竹内順子、伊瀬茉莉也、永野愛、前田愛）
作詞：うちやえゆか、作曲・編曲：高木洋
4. コドモノ時間
歌：秋元こまち&水無月かれん（CV：永野愛&前田愛）
作詞：只野菜摘、作曲・編曲：大石憲一郎
5. ミルク・ミラクル・ミルキィ伝説
歌：ミルキィローズ（CV：仙台エリ）
作詞：只野菜摘、作曲：小杉保夫、編曲：神津裕之
6. 明日、花咲く。笑顔、咲く。
歌：ぷりきゅあ5 plus くるみ（三瓶由布子、竹内順子、伊瀬茉莉也、永野愛、前田愛、仙台エリ）
作詞：青木久美子、作曲：小杉保夫、編曲：高木洋
7. 星よりも、花よりも
歌：キュアベリー/蒼乃美希（CV：喜多村英梨）
作詞：青木久美子、作曲：Funta7、編曲：田口智則
8. フレッシュプリキュア・サンチャイルド
歌：キュアフレッシュ!（沖佳苗、喜多村英梨、中川亜紀子、小松由佳）
作詞：只野菜摘、作曲・編曲：草野よしひろ
9. FRieNDS〜3Q4love〜
歌：キュアベリー（CV：喜多村英梨）
作詞：青木久美子、作曲：Funta3、編曲：水谷広実
10. More Smiles, More Happiness
歌：キュアマリン（CV：水沢史絵）
作詞：ENA☆、作曲・編曲：林達志
11. スペシャル＊カラフル
歌：キュアマリン/来海えりか（CV：水沢史絵）
作詞：六ツ見純代、作曲：高梨康治、編曲：藤澤健至
12. LET'S GO!
歌：来海えりか/キュアマリン（CV：水沢史絵）
作詞・作曲：HI-D、編曲：EQ
13. こころの種
歌：つぼみ&えりか&いつき&ゆり（水樹奈々、水沢史絵、桑島法子、久川綾）
作詞：Funta3、作曲・編曲：Funta7
14. FULL MOON〜月が満ちるまで〜
歌：キュアムーンライト（CV：久川綾）
作詞：六ツ見純代、作曲：marhy、編曲：梅堀淳
15. 月の華
歌：月影ゆり/キュアムーンライト（CV：久川綾）
作詞：六ツ見純代、作曲：UZA、編曲：上田益
16. MOON〜月光〜ATTACK
歌：キュアムーンライト/月影ゆり（CV：久川綾）
作詞：六ツ見純代、作曲：高梨康治、編曲：藤澤健至

### Disc2（ブルー）
1. Heart Beatは止まらない!
歌：黒川エレン/キュアビート（CV：豊口めぐみ）
作詞：六ツ見純代、作曲・編曲：高梨康治
2. ONE〜こころをひとつに〜
歌：チームスイートプリキュア♪（小清水亜美、折笠富美子、豊口めぐみ、大久保瑠美、三石琴乃、工藤真由、池田彩）
作詞：六ツ見純代、作曲：高取ヒデアキ、編曲：籠島裕昌
3. BEAT LOVE
歌：キュアビート（CV：豊口めぐみ）
作詞：Funta3、作曲・編曲：Funta7
4. あなたの鏡
歌：キュアビューティ/青木れいか（CV：西村ちなみ）
作詞：実ノ里、作曲・編曲：岡部啓一
5. 明日へつづく道
歌：キュアビューティ（CV：西村ちなみ）
作詞：六ツ見純代、作曲・編曲：山口朗彦
6. COCORO♦Diamond
歌：キュアダイヤモンド（CV：寿美菜子）
作詞：大森祥子、作曲：浅田直、編曲：中畑丈治
7. Clear Eyes
歌：キュアダイヤモンド（CV：寿美菜子）
作詞：六ツ見純代、作曲・編曲：藤澤健至
8. 〜SONGBIRD〜
歌：キュアソード/剣崎真琴（CV：宮本佳那子）
作詞：六ツ見純代、作曲：清岡千穂、編曲：大久保薫
9. 左胸Jewel
歌：キュアソード/剣崎真琴（CV：宮本佳那子）
作詞：大森祥子、作曲・編曲：前田克樹
10. dance at dawn
歌：キュアソード/剣崎真琴（CV：宮本佳那子）
作詞：木本慶子、作曲・編曲：今泉洋
11. こころをこめて
歌：キュアソード/剣崎真琴（CV：宮本佳那子）
作詞：六ツ見純代、作曲：山口朗彦、編曲：大久保薫
12. New arrival
歌：キュアプリンセス（CV：潘めぐみ）
作詞：青木久美子、作曲・編曲：住友紀人
13. Holy Lonely Justice
歌：キュアフォーチュン（CV：戸松遥）
作詞：大森祥子、作曲：高取ヒデアキ、編曲：籠島裕昌

## ハッピー♪レッド&ホワイト
歴代の赤・白系プリキュア（キュアホワイト（雪城ほのか）・キュアイーグレット（美翔舞）・キュアルージュ（夏木りん）・キュアパッション（東せつな）・キュアリズム（南野奏）・キュアサニー（日野あかね）・キュアエース（円亜久里））のキャラクターソングを収録している。

### Disc1（レッド&ホワイト）
1. TSUBOMI
歌：雪城ほのか（CV：ゆかな）
作詞：青木久美子、作曲：Gaku Hirose、編曲：上杉洋史
2. if…
歌：雪城ほのか/キュアホワイト（CV：ゆかな）
作詞：青木久美子、作曲：吉山隆之、編曲：川本盛文
3. ありったけの笑顔で
歌：なぎさ&ほのか（CV：本名陽子&ゆかな）
作詞：青木久美子、作曲：浅田直、編曲：佐藤直紀
4. プリティー・エクササイズ
歌：なぎさ&ほのか（CV：本名陽子&ゆかな）&五條真由美
作詞：里乃塚玲央、作曲・編曲：渡辺宙明
5. プリキュア登場!〜VOCAL RAINBOW STORM〜
歌：なぎさ&ほのか（CV：本名陽子&ゆかな）
作詞：東堂いづみ、作曲：小杉保夫、編曲：大石憲一郎
6. いつもとなりで
歌：雪城ほのか（CV：ゆかな）
作詞：青木久美子、作曲：前田克樹、編曲：大石憲一郎
7. ゲッチュウ! らぶらぶぅ?!〜VERONE Chorus Version〜
歌：美墨なぎさ/キュアブラック（CV：本名陽子）&雪城ほのか/キュアホワイト（CV：ゆかな）
作詞：青木久美子、作曲・編曲：佐藤直紀
8. Happy ending
歌：なぎさ&ほのか（CV：本名陽子&ゆかな）
作詞：青木久美子、作曲・編曲：大石憲一郎
9. Max Heart で GO GO GO!!
歌：なぎさ（CV：本名陽子）、ほのか（CV：ゆかな）、ひかり（CV：田中理恵）
作詞：大森祥子、作曲：浅田直、編曲：大石憲一郎
10. ありがとう〜あなたに会えてよかった〜
歌：雪城ほのか（CV：ゆかな）
作詞：ゆかな、作曲：仲弓香乃、編曲：大石憲一郎
11. 謎の行方
歌：美翔舞（CV：榎本温子）
作詞：青木久美子、作曲・編曲：神津裕之
12. バイセコー
歌：咲&舞（CV：樹元オリエ&榎本温子）
作詞：只野菜摘、作曲・編曲：佐藤和郎
13. ずっと、ずっと…ね
歌：咲（CV：樹元オリエ）&舞（CV：榎本温子）&フラッピ（山口勝平）&チョッピ（松来未祐）
作詞：青木久美子、作曲：小杉保夫、編曲：高木洋
14. Yes!プリキュアスマイル♪〜夢に向かって〜
歌：咲&舞（CV：樹元オリエ&榎本温子）&うちやえゆか
作詞：うちやえゆか、作曲・編曲：高木洋
15. A message of wind
歌：美翔舞（CV：榎本温子）
作詞：青木久美子、作曲：浅田直、編曲：大石憲一郎
16. Girl's Work
歌：咲&舞（CV：樹元オリエ&榎本温子）&うちやえゆか&五條真由美
作詞：青木久美子、作曲・編曲：岩切芳郎

### Disc2（レッド&ホワイト）
1. リバーシブル
歌：夏木りん/キュアルージュ（CV：竹内順子）
作詞：青木久美子、作曲：前田克樹、編曲：大石憲一郎
2. 情熱
歌：夏木りん（CV：竹内順子）
作詞：只野菜摘、作曲・編曲：池田森
3. おかえりなさい
歌：夏木りん（CV：竹内順子） with 夢原のぞみ（CV：三瓶由布子）
作詞：青木久美子、作曲：前田克樹、編曲：高木洋
4. Shine 5 Hearts
歌：ぷりきゅあ5（三瓶由布子、竹内順子、伊瀬茉莉也、永野愛、前田愛）
作詞：大森祥子、作曲：小杉保夫、編曲：高木洋
5. 笑顔の花。ココロの宙。
歌：キュアパッション（CV：小松由佳）
作詞：青木久美子、作曲：Rie、編曲：Funta7
6. Dreaming Flowers
歌：キュアフレッシュ!&ミユキ（CV：飯塚雅弓）
作詞：六ツ見純代、作曲：marhy、編曲：水谷広実
7. ミライノキミへ
歌：キュアパッション（CV：小松由佳）
作詞：青木久美子、作曲：Funta3、編曲：梅堀淳
8. 希望はつづく
歌：響&奏（CV：小清水亜美&折笠富美子）
作詞：青木久美子、作曲・編曲：藤澤健至
9. たいせつなもの
歌：南野奏/キュアリズム（CV：折笠富美子）
作詞：磯谷佳江、作曲：間瀬公司、編曲：水谷広実
10. ファンタスティック・メッセージ
歌：キュアリズム（CV：折笠富美子）
作詞：磯谷佳江、作曲・編曲：HΛL
11. オンリーワンダフル!
歌：キュアサニー/日野あかね（CV：田野アサミ）
作詞：磯谷佳江、作曲・編曲：藤澤健至
12. 友だち☆ジェットコースター
歌：星空みゆき&日野あかね（CV：福圓美里&田野アサミ）
作詞：実ノ里、作曲・編曲：斎藤悠弥
13. One For All
歌：キュアサニー（CV：田野アサミ）
作詞：青木久美子、作曲：山口朗彦、編曲：河合英嗣
14. 5minutes
歌：キュアエース（CV：釘宮理恵）
作詞：只野菜摘、作曲：間瀬公司、編曲：前田克樹
15. 愛の力
歌：キュアエース（CV：釘宮理恵）
作詞：瀬名恵、作曲・編曲：梅堀淳、スワベック・コバレフスキ